# Novi Zagreb
Novi Zagreb (übersetzt: Neu-Zagreb) ist ein Teil der kroatischen Hauptstadt Zagreb. Sie entspricht großteils dem Typus einer Trabantenstadt und besteht aus mehreren Großwohnsiedlungen.

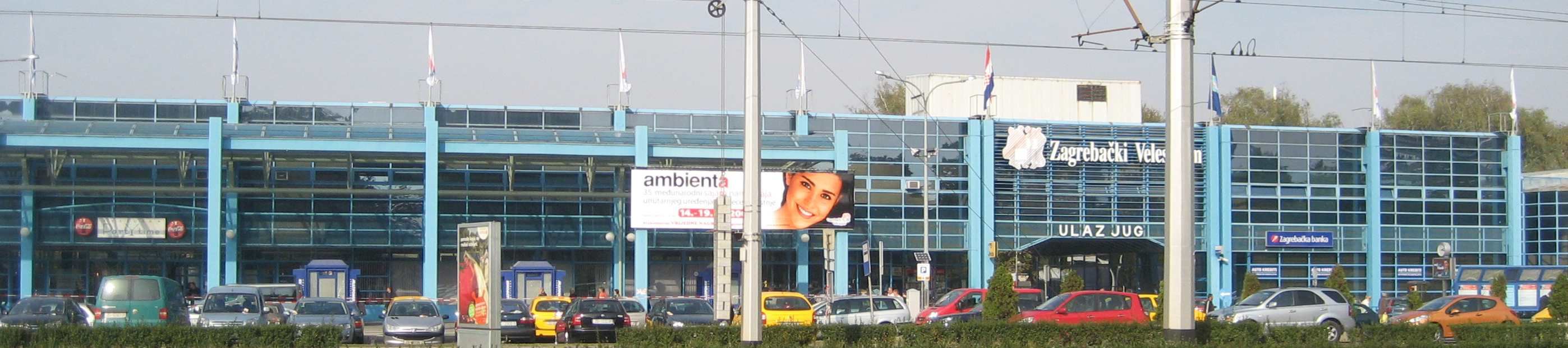
Messegelände Zagreb

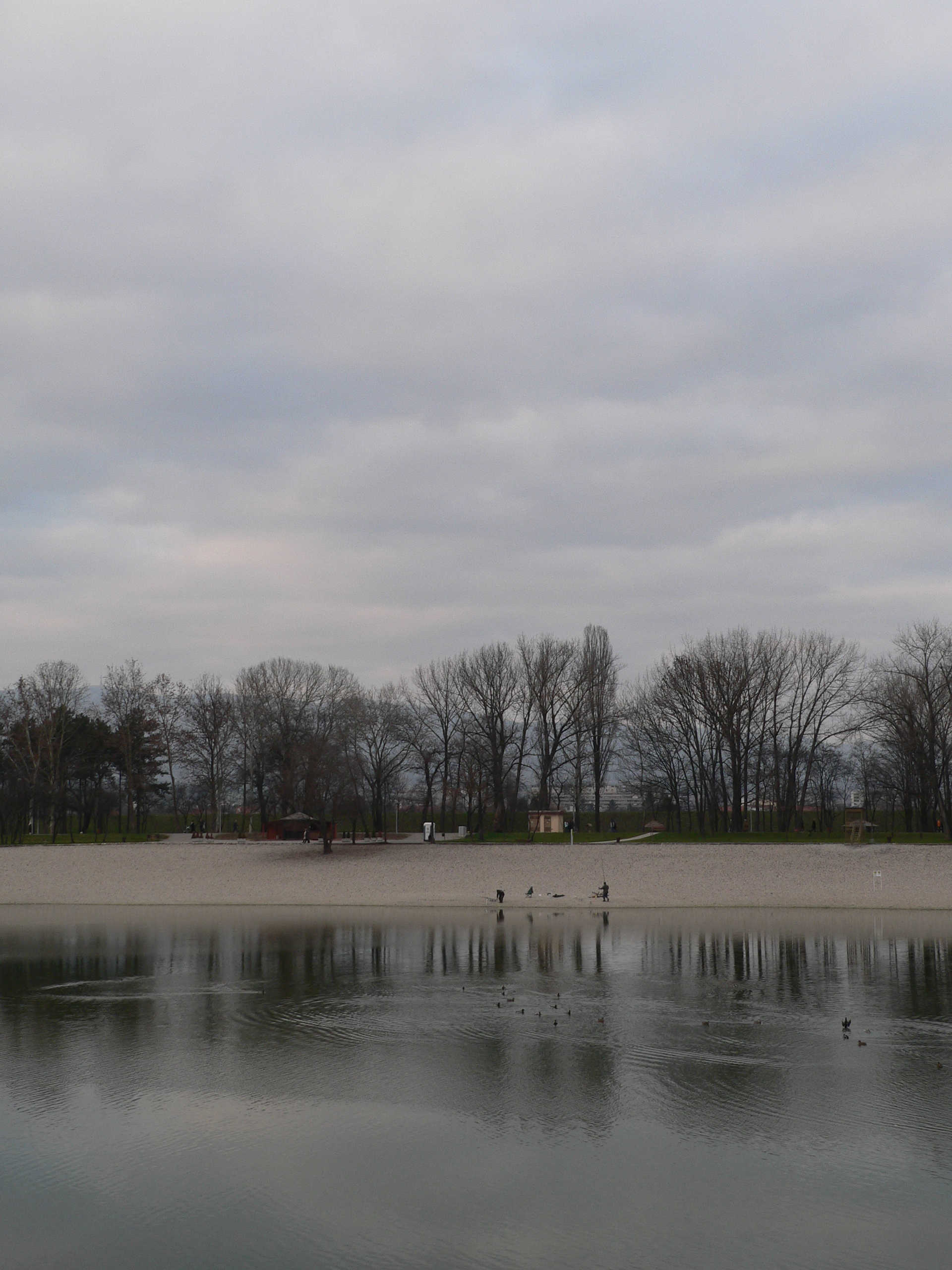
Bundek-See

## Geographie und Geschichte
Novi Zagreb befindet sich im Süden von Zagreb, südlich des Flusses Save. Damit liegt es außerhalb der historischen Stadtgrenzen der Stadt. Es umfasst ca. 125.000 Einwohner.

### Stadtbild
Novi Zagreb entstand nach dem Zweiten Weltkrieg und ist ein durch Geschosswohnungsbau geprägter Stadtteil mit realsozialistischer Architektur der 2. Hälfte des 20. Jahrhunderts mit Wohnblöcken in Fertigteilbauweise. Es existieren daneben in Eisenbahn-Nähe auch Einfamilienhaus-Siedlungen (Pobrežje, Savski Gaj, Trokut), welche vor allem nach dem Kroatienkrieg entstanden. Weiterhin existieren dazwischen viele Grünflächen, Sportplätze, Dienstleistungszentren sowie einige größere Parks wie der Bundek. In den 1990er Jahren entstanden einige neue Bürotürme und das Einkaufszentrum Avenue Mall.

### Verkehr
Erschlossen werden die Wohngebiete durch mehrere Magistralen und untergeordnete Anwohnerstraßen.
Die Avenija Dubrovnik verläuft als zentrale mehrspurige Achse von West nach Ost. Ihre westliche Verlängerung bildet die Jadranska avenija, die am Autobahnknoten Lučko in die Autobahn 1 mündet.
Über die bogenförmig um Novi Zagreb fließende Save führen drei mehrspurige Straßenbrücken, im Westen die Jadranska most, beim Park Bundek die Avenija Wećeslava Holjevca und im Osten die Avenija Marina Držića. Als wesentliche Nord-Süd-Achse und Verbindung zur Autobahn 3 und zum Flughafen dient die (Avenija) Savezne Republike Njemačke, die nach der Bundesrepublik Deutschland benannt ist, welche Kroatien als erster Staat anerkannte.
Novi Zagreb wird von mehreren Straßenbahn- und Autobuslinien der Zagreber Verkehrsgesellschaft Zagrebački električni tramvaj (ZET) erschlossen.

### Verwaltungsgliederung
Seit 1999 gliedert sich der Stadtteil in die Stadtbezirke Novi Zagreb - istok (Neu-Zagreb Ost), Novi Zagreb - zapad (Neu-Zagreb West) und Brezovica.

## Sehenswürdigkeiten
- Messegelände Zagreb (Zagrebačka velesaj)
- Bundek, Park und See
- Museum zeitgenössischer Kunst (Muzej suvremene umjetnosti).